# Recessió

El PIB mundial (PPA) per capita per país (2012).

Una recessió és una disminució generalitzada de l'activitat econòmica en un país o regió. Aquesta reducció de l'activitat econòmica es mesura amb la baixada, en taxa interanual, del Producte Interior Brut (PIB) real, i ha de produir-se de manera generalitzada durant un període significatiu. No hi ha un acord en la doctrina sobre quin és aquest període. Amb el temps s'ha estès l'opinió de Julius Shiskin en un article publicat en el diari The New York Times en 1975 que el fixa en dos trimestres consecutius de caiguda com a termini per a la definició de recessió.

## Recessió, cicles econòmics i variables
En la teoria dels cicles econòmics, correspon a la fase descendent del cicle.
La recessió sol caracteritzar-se per una reducció de gairebé totes les variables econòmiques:
- La producció de béns i serveis.
- El consum: particularment solen davallar les vendes d'automòbils i habitatges.
- La inversió: sol ser especialment sensible en les recessions, i té caigudes molt pronunciades durant aquests períodes. Quan empitjora la situació econòmica, una gran part és atribuïble a les reduccions de la despesa en noves inversions, que són suspeses o ajornades en el temps.
- L'ocupació: la caiguda de la producció de béns i serveis, provoca que les empreses demanin menys mà d'obra i, per tant, es produeix un augment de la desocupació, com ho mostra la Llei d'Okun.
- El benefici de les empreses.
- Les cotitzacions dels índexs borsaris.
- La inflació: sol baixar durant els períodes de recessió. En baixar la demanda de matèries primeres, cauen els seus preus. Els salaris i els preus industrials tenen menys tendència a baixar, però tendeixen a pujar menys de pressa en les recessions econòmiques.

La recessió pot produir-se de manera suau o abrupta. En aquest últim cas parlem de crisi. El procés es complica quan un elevat nombre d'empreses entra en fallida i arrossega els proveïdors. Llavors pot arribar en alguns casos el que denominem crisis. Aquesta disminució generalment provoca una gran desocupació. Si la recessió és molt seriosa, es coneix com a depressió.
La recessió més gran que ha sofert mai la humanitat fou la Gran Depressió dels anys trenta. Altres recessions notables inclouen les dues crisis del petroli a la dècada de 1970.

## Causes de les recessions
Algunes causes de la recessió són la sobreproducció, la disminució del consum per escassetat de demanda (atribuïble a la preocupació sobre el futur, per exemple), la manca d'innovacions i de formació de nou capital, fluctuacions casuals, corrupció política i econòmica i les pandèmies. Les recessions solen ser motivades per fortes oscil·lacions de la demanda agregada. Una recessió també pot ser causada per crisis sanitàries, com en el cas de la recessió causada per la pandèmia de COVID-19.